# Goffinkakadu

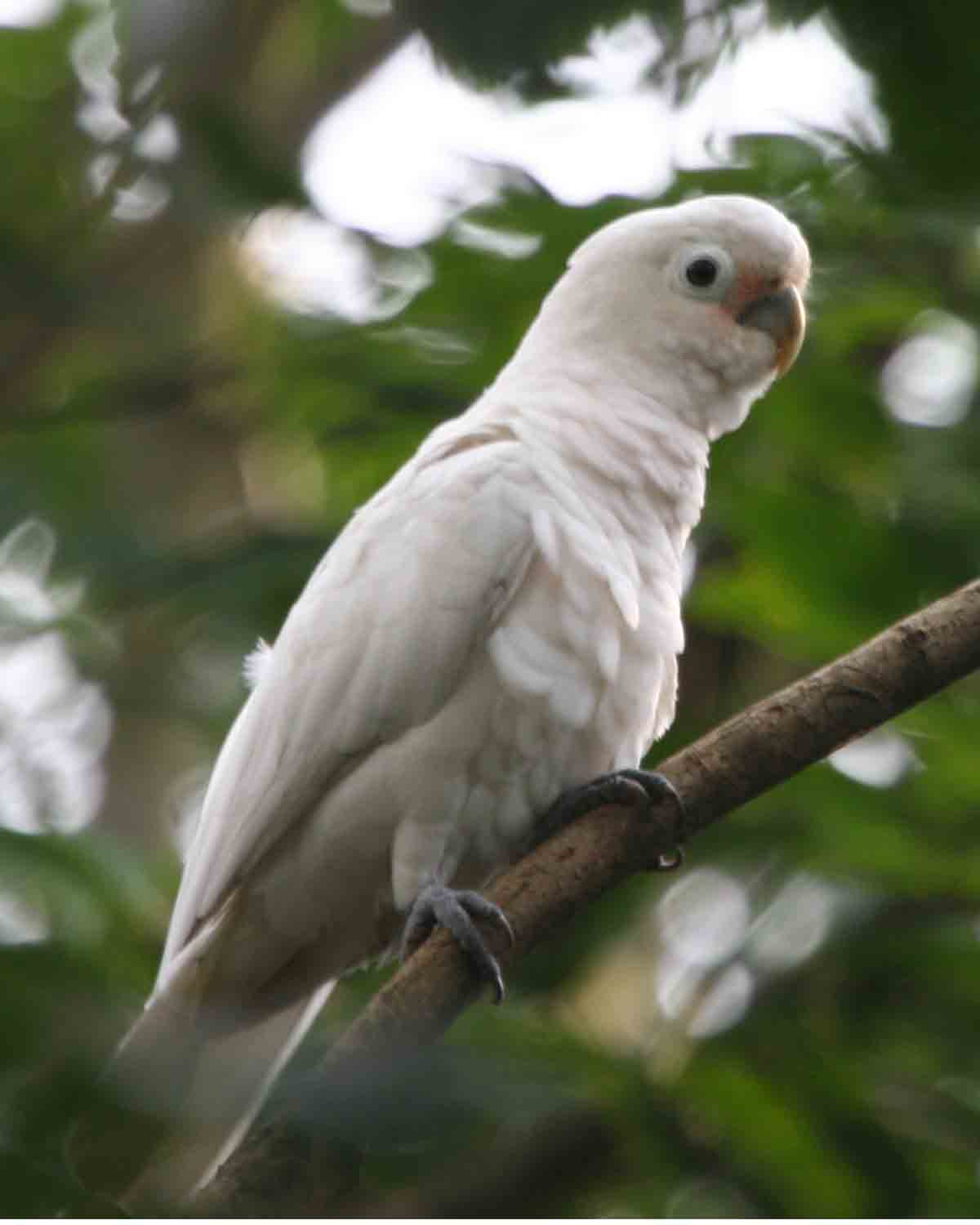
Goffinkakadu in einem Baum

Der Goffinkakadu (Cacatua goffiniana) ist eine Papageienart aus der Familie der Kakadus.
Der Goffinkakadu kommt ursprünglich ausschließlich auf den indonesischen Tanimbarinseln vor, die eine Inselbrücke zwischen dem asiatischen und australischen Festland bildet.

## Beschreibung
Der Goffinkakadu erreicht eine Länge von 32 Zentimeter und ist damit neben dem Rotsteißkakadu und dem Salomonenkakadu die kleinste Art aus der Gattung der Eigentlichen Kakadus. Das Gefieder ist schneeweiß. Die Kopffedern sind an der Basis lachsrosa. Die Ohrdecken haben eine hell gelbliche Tönung. Die Unterseite der Flügel und des Schwanzes sind gelb gefärbt. Die Zügel sind rosa. Der empfindliche Schnabel ist grauweiß und gut an das Kauen harter Nahrung angepasst. Die Beine sind grau. Die Männchen und die Jungen besitzen dunkelbraune und die Weibchen rotbraune Augen, welche von nackter weißer Gesichtshaut umgeben sind.
Jungvögel gleichen den adulten Vögeln. Der lachsrote Zügel ist bei ihnen jedoch nur angedeutet.

## Verbreitung und Lebensraum
Er ist heimisch auf den Inseln Yamdena und Larat, die zu den Tanimbarinseln gehören. Auf den indonesischen Kei-Inseln wurde er eingeführt. Er bewohnt Wälder, Waldränder sowie kultivierte Bereiche.

## Fortpflanzung
Kakadus in freier Wildbahn können wahrscheinlich das ganze Jahr über brüten. Das Gelege befindet sich in einer Baumhöhle und besteht aus zwei Eiern. In Gefangenschaft beginnt die Brutzeit im Mai. Es werden zwischen zwei und vier Eier gelegt, die 28 Tage lang ausgebrütet werden. Häufig kommt es jedoch auch zu unfruchtbaren Gelegen. Die Jungen werden nach acht Wochen flügge.

## Nahrung
Über seine Ernährungsweise in der Wildnis ist nur wenig bekannt. Gelegentlich fällt er in die Maisfelder ein und richtet Schaden an. In menschlicher Obhut besteht seine Nahrung aus Sonnenblumen, Färberdisteln, Hafer, Weizen, Buchweizen, ungeschälten Reis, gekochten Mais, Obst, Gemüse, frischen Zweigen mit Knospen und Blüten, Taubennahrung sowie regelmäßig Vitamine und Mineralien.

## Haltung
Die Goffinkakadus können erfolgreich in Gefangenschaft gezüchtet werden. Für eine artgerechte Haltung sollte die Voliere mindestens die Maße 4 × 1,5 × 2 m besitzen und aus starkem Maschendraht bestehen. In Österreich sind 3 × 2 × 2 m (Länge ×Breite × Höhe), also 6 m², als Mindestgröße gesetzlich vorgeschrieben. Der Brutkasten sollte in einer dunklen Stelle der Voliere hängen. Empfohlene Maße für den Kasten sind 25 × 25 × 40 Zentimeter. Während der Brutzeit können sie empfindlich auf Störungen reagieren.
Anfangs sind die erwachsenen Vögel scheu und zurückhaltend. Nachdem sie Vertrauen gefasst haben, werden sie aktiv und können mitunter sehr laut werden. Der auf Papageien spezialisierte Ornithologe Dieter Hoppe bezeichnet den Goffinkakadu wegen seines großen Bewegungsdranges als für eine Käfighaltung völlig ungeeignet und weist darauf hin, dass sie in hellen Mondnächten nachtaktiv sind und während dieser Zeit auch nachts ihre sehr lauten Rufe erschallen lassen.
Goffinkakadus sind sehr anfällig für die Psittacine Beak and Feather Disease (PBFD; engl. für „Feder- und Schnabelkrankheit der Papageien“). Dies ist eine hoch ansteckende, nicht heilbare und oft tödlich ausgehende virale Infektion, die bei Papageienvögeln auftritt. Sie ist die häufigste Viruserkrankung bei Papageienvögeln in Deutschland und betrifft mittlerweile nicht mehr nur Großpapageien, sondern auch Wellensittiche und andere kleine Papageienvögel.
Der Erreger der PBFD ist das Beak and Feather disease virus (BFDV) aus der Virusgattung Circovirus. Es handelt sich dabei um kleine, 12–21 nm große, unbehüllte DNA-Viren. Circoviren sind sehr hoch ansteckend. Sie weisen eine hohe Tenazität in der Umwelt auf und werden nur durch wenige Desinfektionsmittel (z. B. Glutaraldehyd) sicher abgetötet. Die Infektion erfolgt durch orale Aufnahme des Virus oder über eine aerogene Tröpfcheninfektion. Durch die hohe Tenazität ist auch die indirekte Übertragung durch unbelebte Vektoren (Käfigmobiliar, Kleidung, Krallenschere etc.) möglich. Die Inkubationszeit, also der Zeitraum von der Infektion bis zur eigentlichen Erkrankung, kann sich über Monate oder sogar Jahre hinwegziehen. Daher ist bei Tierzukäufen ein sehr hohes Risiko für eine Einschleppung der Erkrankung in eine Vogelhaltung gegeben.

## Bestand und Gefährdung
Der Goffinkakadu wird in Anhang I des CITES-Abkommens und von der IUCN in die Kategorie „near threatened“ (Kurz vor der Bedrohung) aufgeführt. Laut Birdlife International gibt es schätzungsweise zwischen 300.000 und 400.000 Exemplare, die durch das extensive Einfangen für den Tierhandel (bis zu 10.000 Exemplare jährlich in den 1980er Jahren) und durch die Rodung der Wälder gefährdet sind.

## Etymologie und Forschungsgeschichte
Bereits im Jahr 1863 beschrieb Otto Finsch mit Lophochroa goffini einen Kakadu, den er nach Andreas Leopold August Goffin (1837–1863) benannte. Es stellte sich heraus, dass die Beschreibung ein Synonym zum Salomonenkakadu (Cacatua ducorpsii Pucheran, 1853) darstellte. Trotzdem wurde der Goffinkakadu lange unter diesem wissenschaftlichen Namen geführt. Somit musste für diese Art ein neuer wissenschaftlicher Name gefunden werden. Deswegen benannten Cornelis Simon Roselaar und J. Peter Michels den Goffinkakadu als Cacatua goffiniana. Damit wollten die Autoren die ursprüngliche Absicht von Finsch respektieren.

## Belege